# 牛深中継局
牛深中継局（うしぶかちゅうけいきょく）は、熊本県天草市にあるテレビ放送とラジオ放送の中継局である。

## 概要
- 中継局名：牛深中継局
- 所在地：熊本県天草市久玉町（遠見山）

## 沿革
- 1962年12月24日 - NHK熊本放送局・RKK熊本放送が合同で中継局を設置。
- 1970年2月28日 - NHK熊本放送局FM放送運用開始
- 1970年3月3日 - TKUテレビ熊本が地上アナログテレビジョン放送を開局。
- 1982年3月28日 - KKTくまもと県民テレビ　開局
- 1989年9月22日 - KAB熊本朝日放送　開局
- 1996年3月26日 - FM熊本　開局

## 送信設備

### 地上デジタルテレビジョン放送
| ID | 放送局名           | チャンネル | 空中線電力 | ERP   | 放送対象地域 | 放送区域 内世帯数 | 開局日       |
| -- | ------------------ | ---------- | ---------- | ----- | ------------ | ----------------- | ------------ |
| 1  | NHK 熊本総合       | 20         | 300mW      | 890mW | 熊本県       | 5,190世帯         | 2008年5月1日 |
| 2  | NHK 熊本教育       | 13         | 300mW      | 890mW | 全国         | 5,190世帯         | 2008年5月1日 |
| 3  | RKK 熊本放送       | 26         | 300mW      | 910mW | 熊本県       | 5,190世帯         | 2008年5月1日 |
| 4  | KKT 熊本県民テレビ | 30         | 300mW      | 910mW | 熊本県       | 5,190世帯         | 2008年5月1日 |
| 5  | KAB 熊本朝日放送   | 28         | 300mW      | 910mW | 熊本県       | 5,190世帯         | 2008年5月1日 |
| 8  | TKU テレビ熊本     | 27         | 300mW      | 890mW | 熊本県       | 5,190世帯         | 2008年5月1日 |

- 主な受信地域：熊本県　天草市の一部
- 2008年3月27日、九州総合通信局より牛深中継局に地上デジタルテレビジョン放送の予備免許が交付された。
- 地上デジタルテレビジョン放送の試験放送を2008年（平成20年）4月1日から4月30日まで実施。

※地上デジタルテレビジョン放送は、2008年（平成20年）5月1日に全局本放送開始。

### 地上アナログテレビジョン放送
| 放送局名          | チャンネル | 空中線電力 | ERP | 放送対象地域 | 放送区域内世帯数 |
| ----------------- | ---------- | ---------- | --- | ------------ | ---------------- |
| NHK熊本教育       | 2          | 3W         | -   | 全国         | -                |
| NHK熊本総合       | 9          | 3W         | -   | 熊本県       | -                |
| RKK熊本放送       | 11         | 3W         | -   | 熊本県       | -                |
| KAB熊本朝日放送   | 16         | 3W         | -   | 熊本県       | -                |
| KKT熊本県民テレビ | 22         | 3W         | -   | 熊本県       | -                |
| TKUテレビ熊本     | 34         | 3W         | -   | 熊本県       | -                |

※地上アナログテレビジョン放送は、2011年（平成23年）7月24日に全局放送終了。
チャンネルはすべて熊本送信所と同一。
※熊本朝日放送（KAB）は、アナログ開局当初20chだったが。地デジ開始に伴う「アナアナ変換」で、16chに変更された。これによりチャンネルはすべて熊本送信所と同一になった。

### FMラジオ放送
| 周波数 （MHz） | 放送局名         | 空中線電力 | ERP  | 放送対象地域 | 運用開始日 |
| -------------- | ---------------- | ---------- | ---- | ------------ | ---------- |
| 76.9           | FMK エフエム熊本 | 10W        | 13W  | 熊本県       |            |
| 83.3           | NHK 熊本FM       | 10W        | 9.1W | 熊本県       |            |